# Glessen
Glessen is een plaats in de Duitse gemeente Bergheim, deelstaat Noordrijn-Westfalen, en telt 5.714 inwoners (31 maart 2021).
Glessen ligt 11 kilometer ten oosten van Bergheim-stad, en direct ten westen van het dorp Brauweiler bij Pulheim. Het is de meest oostelijk gelegen plaats in de gemeente Bergheim, en heeft het karakter van een voorstadje van het minder dan 20 km oostelijker gelegen Keulen.
De oudste schriftelijke vermelding van Glessen dateert uit 1099; een eerder document uit 1028 is waarschijnlijk een vervalsing.

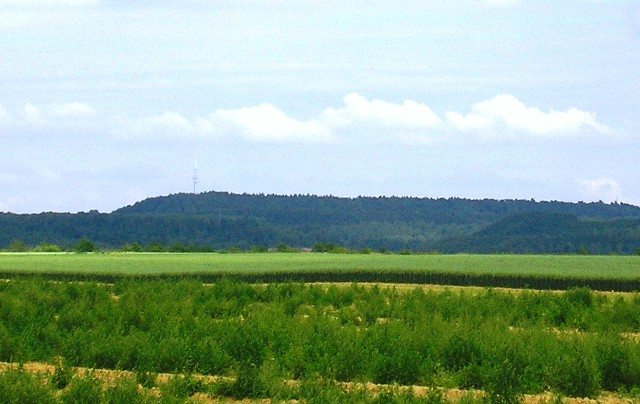
De 205 m hoge Glessener Höhe

Het in het Rijnlands bruinkoolgebied gelegen Glessen ligt ten oosten van de Glessener Höhe,  een stortberg van de voormalige bruinkoolmijn Garzweiler-Fortuna (1953-1993), tussen Glessen en Bergheim. Dit voormalige mijngebied is grotendeels herschapen in bos-, recreatie- en landbouwgebied.
In het dorp woont Purple Schulz, geboren als Karl Rüdiger Schulz (* Keulen, 25 september 1956), een Duitse zanger en songwriter.